# Oxyethira bifurcata
Oxyethira bifurcata är en nattsländeart som beskrevs av Yang, Kelley in Yang, Kelley och Morse 1997. Oxyethira bifurcata ingår i släktet Oxyethira och familjen smånattsländor. Inga underarter finns listade i Catalogue of Life.